# Polystichum kunthianum
Polystichum kunthianum là một loài dương xỉ trong họ Dryopteridaceae. Loài này được B.K. Nayar & Geev. mô tả khoa học đầu tiên năm 1993.
Danh pháp khoa học của loài này chưa được làm sáng tỏ. 